# Lomgöl (Åtvids socken, Östergötland)
Lomgöl är en sjö i Åtvidabergs kommun i Östergötland och ingår i Storåns huvudavrinningsområde.